# بیگ کریک (آلاباما)
بیگ کریک (به انگلیسی: Big Creek) یک منطقهٔ مسکونی در ایالات متحده آمریکا است که در شهرستان هیوستون، آلاباما واقع شده‌است. بیگ کریک ۶۰٫۹۶ متر بالاتر از سطح دریا واقع شده‌است.